# アルザタワーズ
アルザタワーズは、大阪府泉大津市にある超高層マンション。複合都市施設「アルザ泉大津」の住宅部分である。泉大津市内で初めて、かつ唯一の超高層建築物である。

## 概要
泉大津駅東地区第一種市街地再開発事業によって1994年8月に竣工した。ツインタワーで構成されており、山側がグリーンタワー、浜側がブルータワーと呼ばれる。総戸数は356戸。
管理会社はアルザ泉大津都市開発株式会社。

## 沿革
- 1989年（平成元年）3月3日 - 都市計画決定。
- 1991年（平成3年）8月 - 着工。
- 1994年（平成6年）8月 - 竣工。
- 1995年（平成7年）12月 - 再開発事業完了。